# Alex Rider
Alex Rider je literární postava z knih Stormbreaker (zfilmován v roce 2006), Akademie Point Blanc, Ostrov kostlivců, Orlí úder, Škorpion, Vesmírná archa, Hadí hlava, Krokodýlí slzy, Škorpion se vrací a Ruská ruleta od populárního anglického spisovatele a scenáristy Anthonyho Horowitze. 
Alex je čtrnáctiletý kluk, který vyrůstal se svým strýcem Ianem Riderem, protože jeho rodiče zahynuli při letecké havárii krátce po jeho narození. Dále s nimi žije i hospodyně Jack Starbrightová. 
Alexův strýc je tajný agent MI-6, britské tajné policie, ale nikdo kromě jeho kolegů o tom neví. Navenek působí jako bankovní úředník, pro kterého je práce všechno, ale nerad o ní mluví. Při jedné misi je však zavražděn a tak se Alex dozví celou pravdu o jeho tajném životě. Zároveň se Jack stane jeho opatrovnicí a nejbližší příbuznou. Alexe si Ian nenápadně vycvičil jako svého nástupce. Ve volném čase ho učil potápět se, lézt po horách, bojovému umění, několika světovým jazykům atd. O tom však Alex neměl ani tušení.
MI-6 Alexe přinutí, aby pro ně pracoval jako tajný špion. Je to pro ně výhodné, protože nikoho ani nenapadne podezřívat čtrnáctiletého kluka. Je nasazován do mnoha nebezpečných misí, ve kterých jde mnohokrát o život nejen jemu, ale i celé zemi a světu.